# MIL-STD-461
Der MIL-STD 461 ist eine Norm des US-amerikanischen Verteidigungsministeriums zu den Anforderungen an die elektromagnetische Verträglichkeit von Produkten für den Einsatz im militärischen Bereich.

## Versionen
Seit der ersten Version aus dem Jahr 1967 wurden viele neue Erkenntnisse aus dem Bereich der EMV in fortlaufenden Versionen in den MIL-STD 461 übernommen.
Die Version sind:
| Version | Ausgabe        | Name                       |
| ------- | -------------- | -------------------------- |
| G       | 12-2015        | MIL-STD-461G               |
| G       | Draft: 03-2015 | MIL-STD-461G_DRAFT         |
| F       | 12-2007        | MIL-STD-461F               |
| E       | 03-2001        | MIL-STD-461E_EPS_02MAR2001 |
| E       | 08-1999        | MIL-STD-461E               |
| D       | 06-1997        | MIL-STD-461D_NOTICE-1      |
| D       | 01-1993        | MIL-STD-461D               |
| C       | 04-1987        | MIL-STD-461C_NOTICE-1      |
| C       | 08-1986        | MIL-STD-461C               |
| B       | 04-1980        | MIL-STD-461B               |
| A       | 08-1968        | MIL-STD-461A               |
|         | 07-1967        | MIL-STD-461                |

Mit der Version E wurde der historische Standard MIL-STD 462 integriert, der zuvor als eigenständige Norm die Messverfahren beschrieb.

## Gliederung der Einzelprüfungen
Die erforderlichen Prüfungen sind wie bei allen EMV-Prüfungen sowohl in leitungsgebundene und gestrahlte Störfestigkeit und Störaussendung untergliedert.
| Testkategorien für elektromagnetische Verträglichkeit | Testkategorien für elektromagnetische Verträglichkeit |
| Emissionstests | Störfestigkeitstests |
| --- | --- |
| CE101: Versorgungsleitungen CE102: Versorgungsleitungen CE106: Antennenausgänge RE101: Magnetisches Feld RE102: Elektrisches Feld RE103: Antennenausgänge | CS103: Antennenanschluss CS104: Antennenanschluss CS105: Antennenanschluss CS101: Versorgungsleitungen CS109: Strukturstrom CS114: Leitungsinjektion CS115: BCI-Impulsanregung CS116: Transienten CS117: Blitztransienten CS118: ESD RS101: Magnetisches Feld RS103: Elektrisches Feld RS105: Transientes elektrisches Feld |

Das Kürzel "CS" und "RS" steht dabei für englisch conducted susceptibility und radiated susceptibility, gefolgt von einer Zahl, welche den konkreten Test und Prüfmethode referenziert. 
Die beiden Kürzel "CE" und "RE" stehen analog für conducted emission und radiated emission.